# Baniana sminthochroa
Baniana sminthochroa là một loài bướm đêm trong họ Erebidae.